# Élections parlementaires de 2022 dans l'État de Victoria
Les élections législatives de 2022 dans l'État de Victoria ont lieu le 26 novembre 2022 afin de renouveler les 88 sièges de l'Assemblée législative et les 40 sièges du Conseil législatif de cet État australien.
Considéré comme un référendum sur la politique de lutte contre la Pandémie de Covid-19 menée par le Premier ministre travailliste Daniel Andrews, le scrutin se révèle une victoire pour ce dernier. Malgré un recul, le Parti travailliste conserve, en effet, sa majorité absolue à l'Assemblée législative, permettant au Premier ministre de se maintenir.

## Contexte

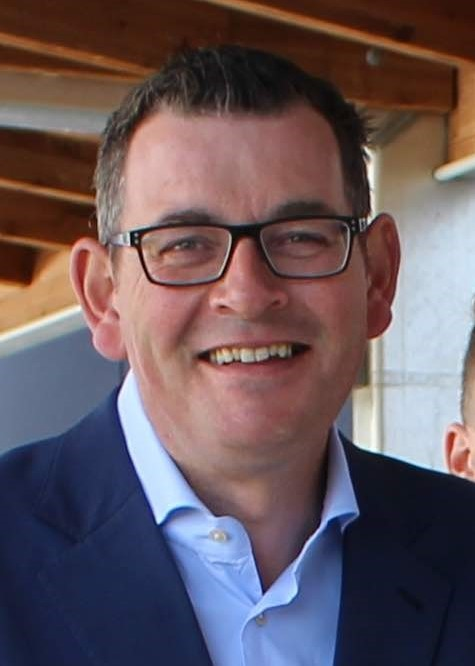
Daniel Andrews

Les élections de novembre 2018 sont une large victoire pour le Parti travailliste du Premier ministre sortant Daniel Andrews, qui accroit sensiblement sa majorité à l'Assemblée législative et s'en approche au conseil. Le gouvernement travailliste est par conséquent toujours doté d'une majorité relative à la chambre haute : il demeure en partie minoritaire, tributaire d'autres partis pour voter certaines lois aux deux chambres. C'est la cinquième fois qu'un gouvernement travailliste est immédiatement reconduit dans l'État de Victoria. Le parti y enregistre par ailleurs son second meilleur résultat de son histoire dans l'État.
La Coalition et les Verts enregistrent tous deux un recul, en particulier au conseil. Au sein de la Coalition, le dirigeant du Parti libéral, Matthew Guy, se retire et laisse la place à  Michael O'Brien, mais parvient début septembre 2021 à mener une fronde au sein du parti qui conduit à un nouveau vote qu'il remporte, redevenant ainsi Chef de l'opposition,.

## Système électoral

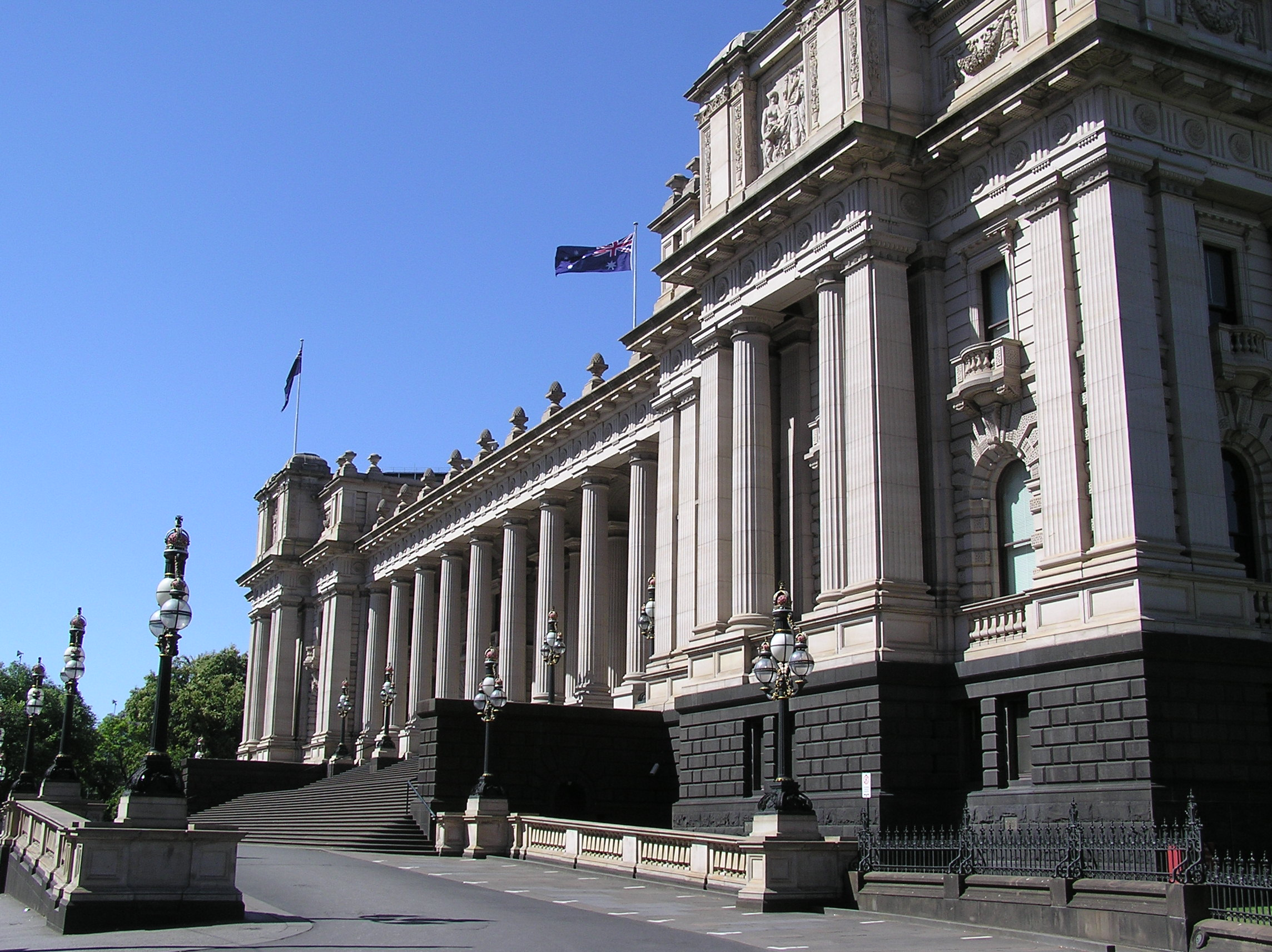
Bâtiment du parlement à Melbourne-Est.

L'État de Victoria est doté d'un parlement bicaméral composé d'une chambre basse, l'Assemblée législative, et d'une chambre haute, le Conseil législatif. Toutes deux sont renouvelées intégralement mais selon des modes de scrutin différents,. Depuis une réforme de la loi électorale entreprise en 2006, les élections sont fixées tous les quatre ans au dernier samedi du mois de novembre.

### Assemblée législative
L'assemblée est dotée de 88 sièges pourvus pour quatre ans au vote à second tour instantané dans autant de circonscriptions électorales,. Le vote y est utilisé sous sa forme intégrale : les électeurs classent l'intégralité des candidats par ordre de préférences en écrivant un chiffre à côté de chacun de leurs noms sur le bulletin de vote, 1 étant la première préférence. Au moment du dépouillement, les premières préférences sont d'abord comptées puis, si aucun candidat n'a réuni plus de la moitié des suffrages dans la circonscription, le candidat arrivé dernier est éliminé et ses secondes préférences attribuées aux candidats restants. L'opération est renouvelée jusqu'à ce qu'un candidat atteigne la majorité absolue. Les bulletins de vote doivent obligatoirement comporter un classement de l'ensemble des candidats. À défaut, ils sont considérés comme nuls,. 

### Conseil législatif
Le conseil est doté de 40 sièges pourvus pour quatre ans au scrutin à vote unique transférable dans huit circonscriptions électorales de cinq sièges chacune. Dans ce mode de scrutin, à finalité proportionnelle, les électeurs classent au moins autant de candidats que de sièges à pourvoir par ordre de préférence en écrivant un chiffre à côté de chacun de leurs noms sur le bulletin de vote, 1 étant la première préférence,. 

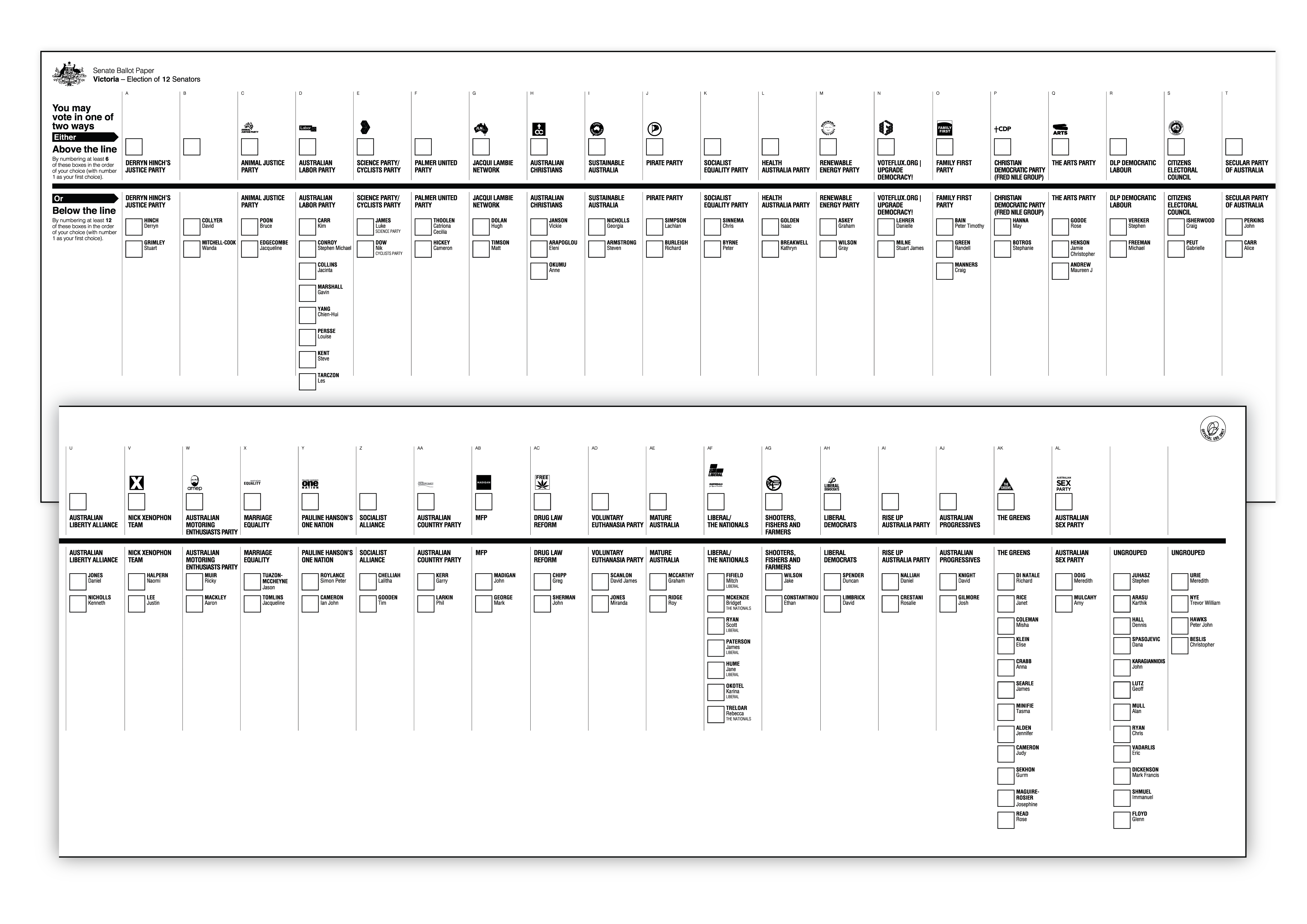
Exemple de bulletin de vote utilisé au Conseil

Dans la pratique, les candidats sont regroupés sur le bulletin de vote par partis, et les électeurs peuvent librement sélectionner l'ensemble des candidats de ce parti ou sélectionner des candidats de partis différents. Les électeurs ont cependant la possibilité de voter directement pour le parti de leur choix en cochant une seule case, auquel cas l'ensemble de leurs préférences sont attribués aux candidats présentés par le parti dans l'ordre proposé par ce dernier. Les bulletins de vote sont imprimés avec les partis disposés horizontalement au-dessus d'une ligne sous laquelle leurs candidats sont disposés en colonnes verticales. Un vote directement par candidats est ainsi couramment appelé « En dessous de la Ligne » (Below the Line) et un vote par partis « Au dessus de la ligne » (Above the Line),. 
Les partis ne sont pas contraints de présenter autant de candidats que de sièges à pourvoir et tendent à en présenter un nombre restreint afin de limiter la dispersion des voix de leurs électeurs, notamment chez les petits partis,.
Au moment du dépouillement, il est d'abord établi le quota de voix à atteindre par un candidat pour obtenir un siège en divisant le nombre de votes valides plus un par le nombre de sièges à pourvoir plus un. Les premières préférences sont d'abord comptées et le ou les candidats ayant directement atteint le quota sont élus. Pour chaque candidat élu, les secondes préférences de ses électeurs sont ajoutées au total des voix des candidats restants, permettant éventuellement à ces derniers d'atteindre à leur tour le quota. Si aucun candidat n'a atteint le quota dans la circonscription, ou qu'il reste des sièges à pourvoir après attribution des secondes préférences, le candidat arrivé dernier est éliminé et ses secondes préférences attribuées aux candidats restants. Si un candidat est élu ou éliminé et que ses secondes préférences vont à un candidat lui-même déjà élu ou éliminé, les préférences suivantes sont utilisées, et ainsi de suite. L'opération est renouvelée jusqu'à ce qu'autant de candidats que de sièges à pourvoir atteignent le quota.

## Forces en présences
| Parti Nom en anglais | Parti Nom en anglais           | Idéologie                                                  | Chef de file    | Résultats en 2018           | Résultats en 2018               |
| Parti Nom en anglais | Parti Nom en anglais           | Idéologie                                                  | Chef de file    | Assemblée                   | Conseil                         |
| -------------------- | ------------------------------ | ---------------------------------------------------------- | --------------- | --------------------------- | ------------------------------- |
|                      | Parti travailliste Labor Party | Centre gauche Social-démocratie, progressisme              | Daniel Andrews  | 42,86 % des voix 55 députés | 39,22 % des voix 18 conseillers |
|                      | Parti libéral Liberal Party    | Centre droit Libéral-conservatisme, libéralisme économique | Matthew Guy     | 30,43 % des voix 21 députés | 17,15 % des voix 7 conseillers  |
|                      | Parti national National Party  | Centre droit à droite Conservatisme, agrarisme             | Peter Walsh     | 4,77 % des voix 6 députés   | Coalisé 1 conseillers           |
|                      | Verts Australian Greens        | Gauche Écologie politique                                  | Samantha Ratnam | 10,71 % des voix 3 députés  | 9,025 % des voix 1 conseillers  |

## Sondages
| Premières préférences |
| --- |
| Le graphique qui aurait dû être présenté ici ne peut pas être affiché car il utilise l'ancienne extension Graph, désactivée pour des questions de sécurité. Des indications pour créer un nouveau graphique avec la nouvelle extension Chart sont disponibles ici . |
| Préférences à deux partis |
| Le graphique qui aurait dû être présenté ici ne peut pas être affiché car il utilise l'ancienne extension Graph, désactivée pour des questions de sécurité. Des indications pour créer un nouveau graphique avec la nouvelle extension Chart sont disponibles ici . |

## Résultats
Le dépouillement prends plusieurs jours, voire quelques semaines en raison du système électoral utilisé.

### Assemblée
|                           |                                        |                                        |           |       |      |        |               |  |  |
| Partis                    | Partis                                 | Partis                                 | Voix      | %     | +/-  | Sièges | +/-           |  |  |
|                           | Parti travailliste                     | Parti travailliste                     | 1 339 496 | 36,66 | 6,2  | 56     | 1             |  |  |
|                           |                                        | Parti libéral                          | 1 087 413 | 29,76 | 0,67 | 19     | 2             |  |  |
|                           | Parti national                         | 172 687                                | 4,73      | 0,04  | 9    | 3      |               |  |  |
| Total Coalition           | Total Coalition                        | 1 260 100                              | 34,48     | 0,71  | 28   | 1      |               |  |  |
|                           | Verts                                  | Verts                                  | 420 201   | 11,50 | 0,79 | 4      | 1             |  |  |
|                           | Famille d'abord                        | Famille d'abord                        | 111 478   | 3,05  | Nv   | 0      | en stagnation |  |  |
|                           | Justice pour les animaux               | Justice pour les animaux               | 91 646    | 2,51  | 0,69 | 0      | en stagnation |  |  |
|                           | Parti de la Liberté de Victoria        | Parti de la Liberté de Victoria        | 64 066    | 1,75  | Nv   | 0      | en stagnation |  |  |
|                           | Socialistes victoriens                 | Socialistes victoriens                 | 48 865    | 1,34  | 0,9  | 0      | en stagnation |  |  |
|                           | Parti travailliste démocratique        | Parti travailliste démocratique        | 45 026    | 1,23  | 0,54 | 0      | en stagnation |  |  |
|                           | Libéraux démocrates                    | Libéraux démocrates                    | 14 116    | 0,39  | 0,27 | 0      | en stagnation |  |  |
|                           | Chasseurs, pêcheurs et agriculteurs    | Chasseurs, pêcheurs et agriculteurs    | 11 588    | 0,32  | 0,37 | 0      | en stagnation |  |  |
|                           | Parti de la raison                     | Parti de la raison                     | 10 907    | 0,30  | 0,06 | 0      | en stagnation |  |  |
|                           | Pauline Hanson's One Nation            | Pauline Hanson's One Nation            | 10 323    | 0,28  | Nv   | 0      | en stagnation |  |  |
|                           | Parti de la justice                    | Parti de la justice                    | 7 927     | 0,22  | 0,04 | 0      | en stagnation |  |  |
|                           | Parti pour la légalisation du cannabis | Parti pour la légalisation du cannabis | 5 838     | 0,16  | Nv   | 0      | en stagnation |  |  |
|                           | Nouveaux démocrates                    | Nouveaux démocrates                    | 4 874     | 0,13  | Nv   | 0      | en stagnation |  |  |
|                           | Victoriens en colère                   | Victoriens en colère                   | 3 037     | 0,08  | Nv   | 0      | en stagnation |  |  |
|                           | Parti de la Santé d'Australie          | Parti de la Santé d'Australie          | 862       | 0,02  | Nv   | 0      | en stagnation |  |  |
|                           | Les transports comptent                | Les transports comptent                | 605       | 0,02  | 0,27 | 0      | en stagnation |  |  |
|                           | Compagnons et animaux de compagnie     | Compagnons et animaux de compagnie     | 526       | 0,01  | Nv   | 0      | en stagnation |  |  |
|                           | Indépendants                           | Indépendants                           | 202 724   | 5,55  | 0,52 | 0      | 3             |  |  |
|                           |                                        |                                        |           |       |      |        |               |  |  |
| Votes valides             | Votes valides                          | Votes valides                          | 3 654 205 | 94,46 |      |        |               |  |  |
| Votes blancs et invalides | Votes blancs et invalides              | Votes blancs et invalides              | 214 410   | 5,54  |      |        |               |  |  |
| Total                     | Total                                  | Total                                  | 3 868 615 | 100   | –    | 88     | en stagnation |  |  |
| Abstentions               | Abstentions                            | Abstentions                            | 525 850   | 11,97 |      |        |               |  |  |
| Inscrits / participation  | Inscrits / participation               | Inscrits / participation               | 4 394 465 | 88,03 |      |        |               |  |  |

### Conseil
| Partis                    | Partis                                 | Partis                                 | Voix      | %     | +/-  | Sièges | +/-           |
| ------------------------- | -------------------------------------- | -------------------------------------- | --------- | ----- | ---- | ------ | ------------- |
|                           | Parti travailliste                     | Parti travailliste                     | 1 238 710 | 33,01 | 6,21 | 15     | 3             |
|                           |                                        | Parti libéral                          | 636 485   | 16,96 | 0,19 | 8      | 1             |
|                           | Liste commune Libéral-National         | 468 289                                | 12,48     | 0,21  | 6    | 2      |               |
| Total Coalition           | Total Coalition                        | 1 104 774                              | 29,44     | 0,02  | 14   | 3      |               |
|                           | Verts                                  | Verts                                  | 387 190   | 10,32 | 1,07 | 4      | 3             |
|                           | Parti pour la légalisation du cannabis | Parti pour la légalisation du cannabis | 153 347   | 4,09  | Nv   | 2      | 2             |
|                           | Parti travailliste démocratique        | Parti travailliste démocratique        | 131 600   | 3,51  | 1,41 | 1      | 1             |
|                           | Libéraux démocrates                    | Libéraux démocrates                    | 99 054    | 2,64  | 0,14 | 1      | 1             |
|                           | Chasseurs, pêcheurs et agriculteurs    | Chasseurs, pêcheurs et agriculteurs    | 76 742    | 2,05  | 0,97 | 1      | en stagnation |
|                           | Pauline Hanson's One Nation            | Pauline Hanson's One Nation            | 76 734    | 2,04  | Nv   | 1      | 1             |
|                           | Justice pour les animaux               | Justice pour les animaux               | 56 819    | 1,51  | 0,96 | 1      | en stagnation |
|                           | Famille d'abord                        | Famille d'abord                        | 75 283    | 2,01  | Nv   | 0      | en stagnation |
|                           | Socialistes victoriens                 | Socialistes victoriens                 | 52 245    | 1,39  | 0,48 | 0      | en stagnation |
|                           | Parti de la raison                     | Parti de la raison                     | 47 070    | 1,25  | 0,12 | 0      | 1             |
|                           | Parti de la justice                    | Parti de la justice                    | 57 381    | 1,53  | 2,22 | 0      | 3             |
|                           | Parti de la liberté de Victoria        | Parti de la liberté de Victoria        | 39 910    | 1,06  | Nv   | 0      | en stagnation |
|                           | Australie unie                         | Australie unie                         | 31 043    | 0,83  | Nv   | 0      | en stagnation |
|                           | Restorez la démocratie                 | Restorez la démocratie                 | 31 262    | 0,83  | Nv   | 0      | en stagnation |
|                           | Parti de la Santé Australie            | Parti de la Santé Australie            | 21 694    | 0,58  | Nv   | 0      | en stagnation |
|                           | Australie durable                      | Australie durable                      | 17 537    | 0,47  | 0,36 | 0      | 1             |
|                           | Compagnons et animaux de compagnie     | Compagnons et animaux de compagnie     | 16 464    | 0,44  | Nv   | 0      | en stagnation |
|                           | Victoriens en colère                   | Victoriens en colère                   | 14 896    | 0,40  | Nv   | 0      | en stagnation |
|                           | Les transports comptent                | Les transports comptent                | 10 605    | 0,28  | 0,34 | 0      | 1             |
|                           | Nouveaux démocrates                    | Nouveaux démocrates                    | 7 743     | 0,21  | Nv   | 0      | en stagnation |
|                           | Indépendants                           | Indépendants                           | 4 303     | 0,11  | 0,04 | 0      | en stagnation |
|                           |                                        |                                        |           |       |      |        |               |
| Votes valides             | Votes valides                          | Votes valides                          | 3 752 406 | 96,78 |      |        |               |
| Votes blancs et invalides | Votes blancs et invalides              | Votes blancs et invalides              | 124 726   | 3,22  |      |        |               |
| Total                     | Total                                  | Total                                  | 3 877 132 | 100   | –    | 40     | en stagnation |
| Abstentions               | Abstentions                            | Abstentions                            | 517 333   | 11,77 |      |        |               |
| Inscrits / participation  | Inscrits / participation               | Inscrits / participation               | 4 394 465 | 88,23 |      |        |               |

## Analyse
Après avoir pris au cours de la campagne les allures d'un référendum à l'encontre du Premier ministre travailliste Daniel Andrews en raison de sa politique de lutte contre la Pandémie de Covid-19 — Les Libéraux faisant notamment campagne sous le slogan "Ne le laissez pas s'en tirer comme ça" —, les électeurs valident son action en reconduisant la majorité absolue détenue par le Parti travailliste.